# Machaquilá
Machaquilá es un sitio arqueológico maya del Período Clásico, que alcanzó su máximo esplendor en el siglo IX localizado 45 km al noreste de Cancuén y 30 km al este de Ceibal, del departamento de Petén al norte de Guatemala.
El sitio destaca por sus finas estelas (23), altares (6), sus paneles (7) y escalinatas jeroglíficas, el sitio tiene 9 plazas con edificios ceremoniales y un complejo residencial al sur. Como algo excepcional en una ciudad de su importancia, no se ha documentado, un campo de juego de pelota. 
Alrededor de Machaquilá, hay numerosos sitios menores, así como las Cuevas de San Miguel, con evidencia de ocupación desde el Preclásico hasta el Posclásico temprano. Notablemente los sitios de Esquipulas, El Pueblito y Achiotal poseen grupos E y campos de juego de pelota, aunque los expertos no creen que haya sido un estado regional, hay documentadas relaciones entre El Pueblito y Machaquilá durante el Clásico tardío, así como con Ceibal y Cancuén, usando el río Machaquilá, uno de los tributarios principales del río La Pasión.